# Lappula occidentalis
Lappula occidentalis är en strävbladig växtart som först beskrevs av S. Wats., och fick sitt nu gällande namn av Edward Lee Greene. Lappula occidentalis ingår i släktet piggfrön, och familjen strävbladiga växter. Utöver nominatformen finns också underarten L. o. cupulata.

## Bildgalleri

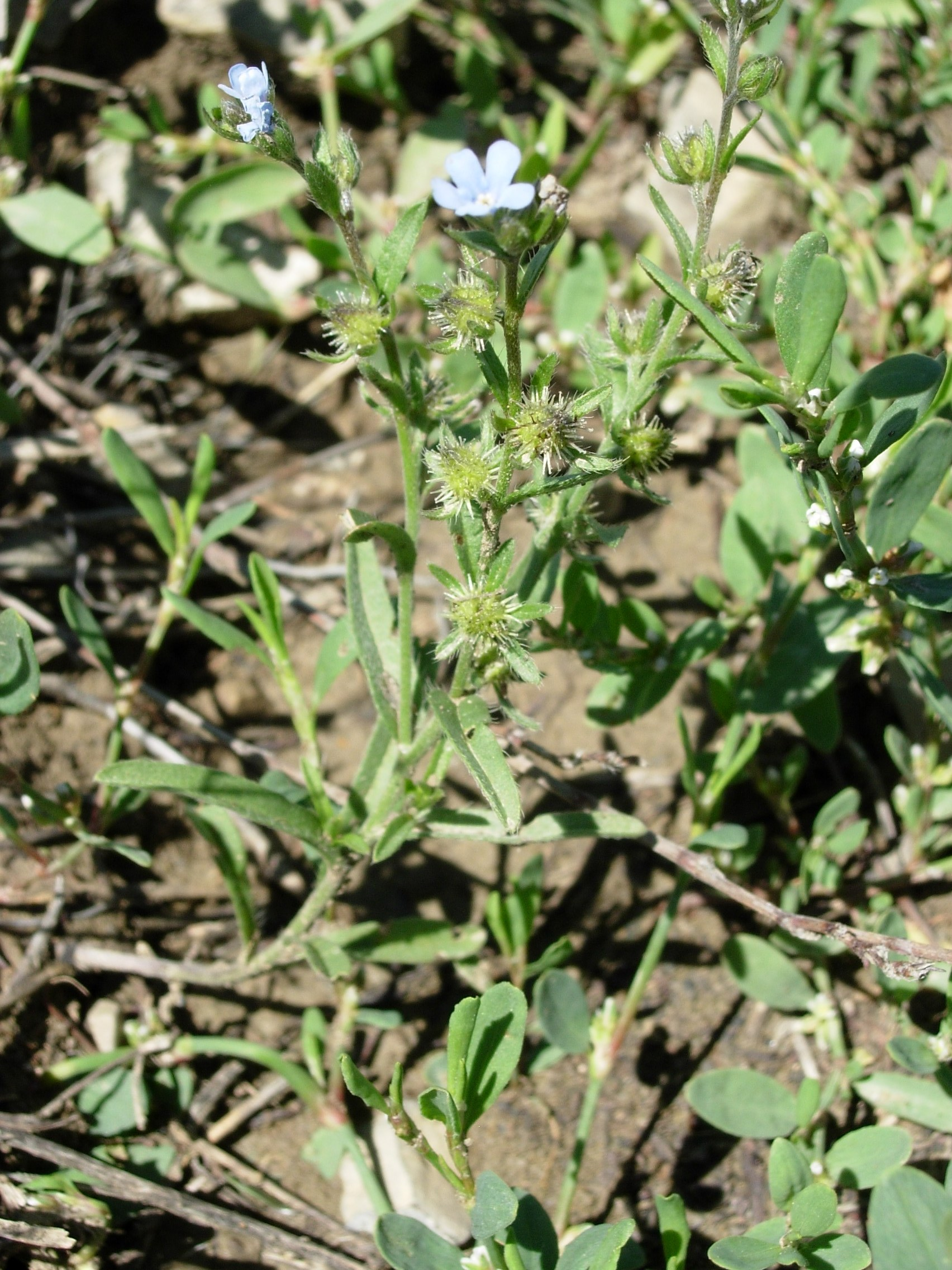
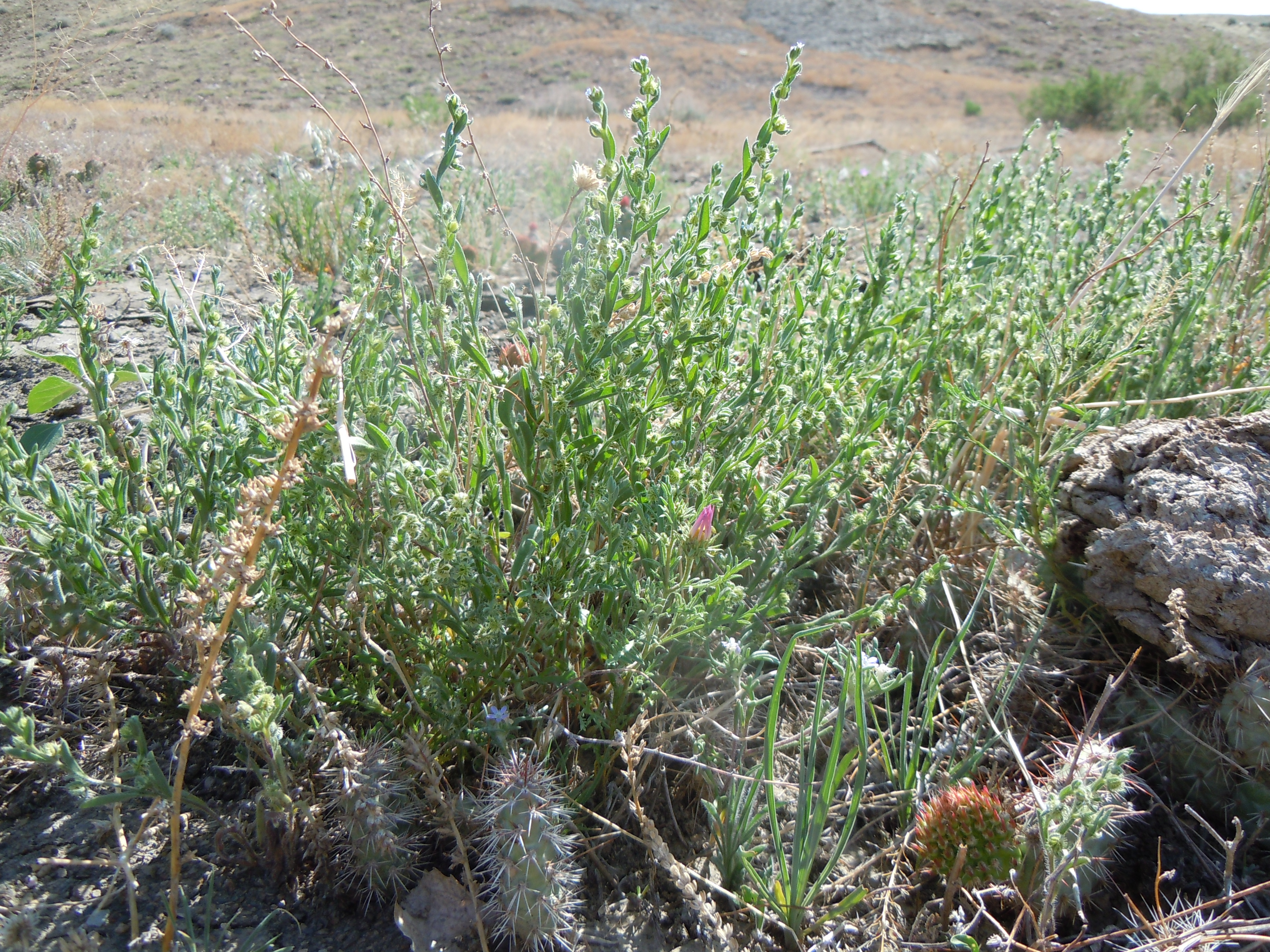
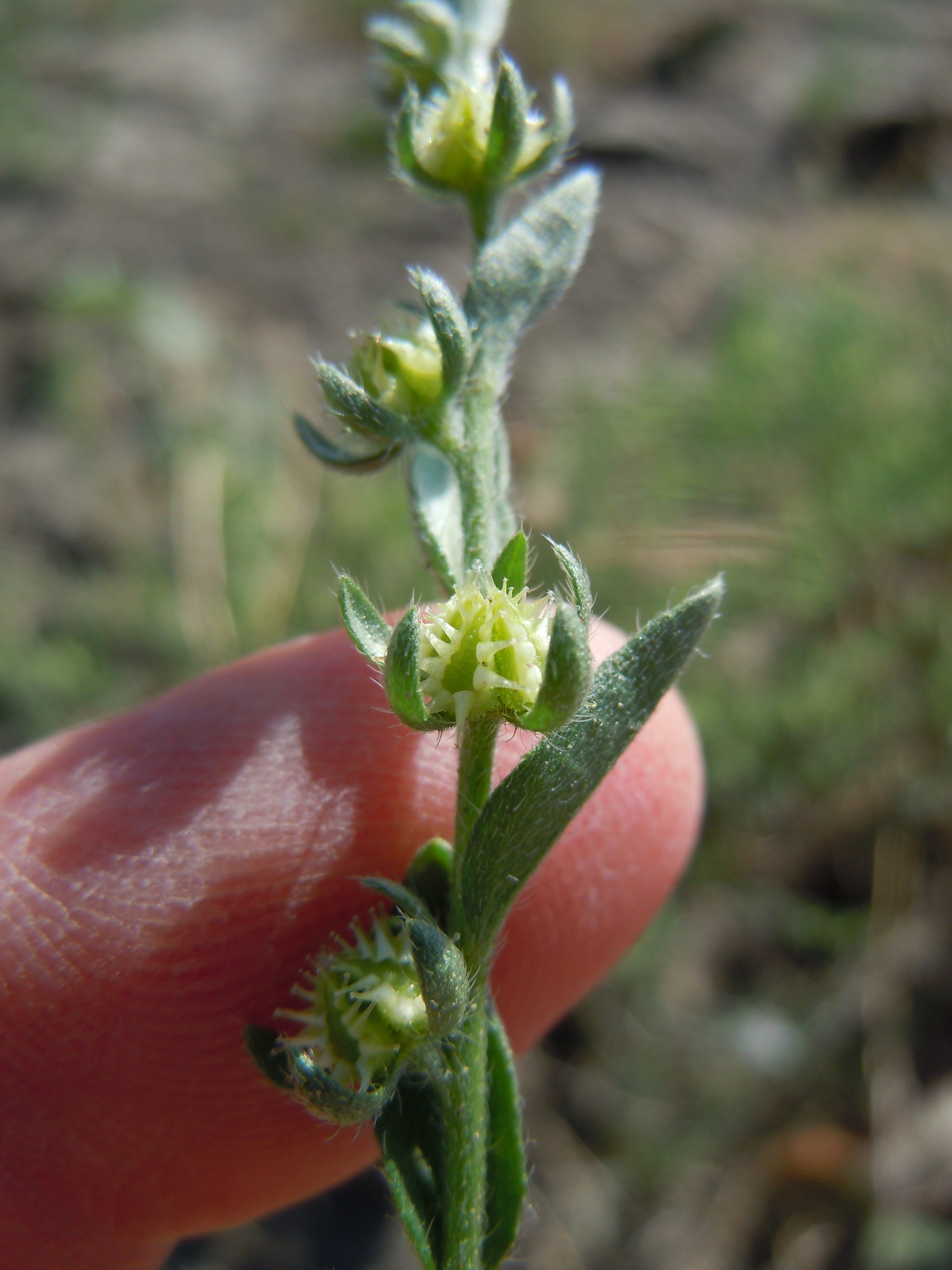
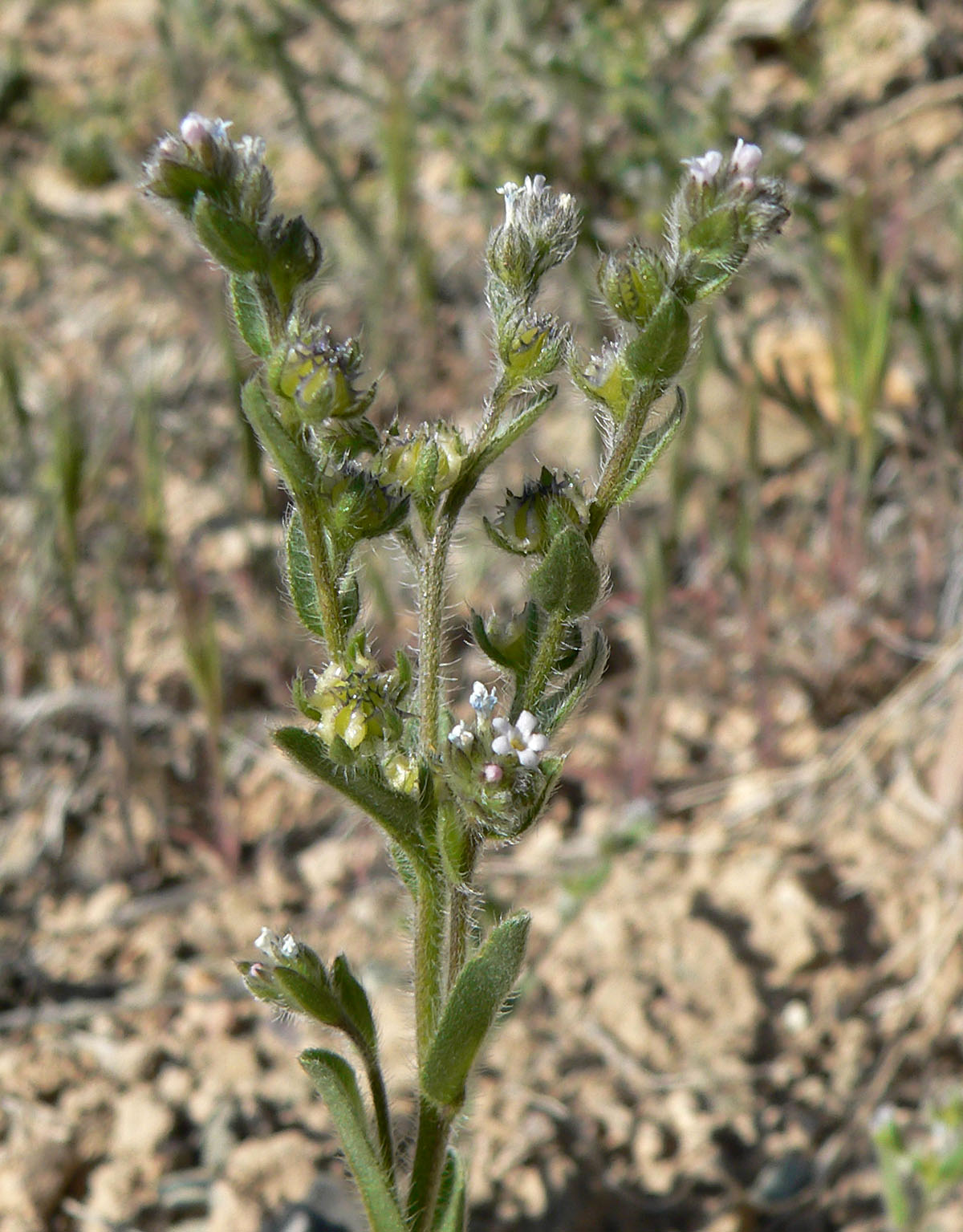
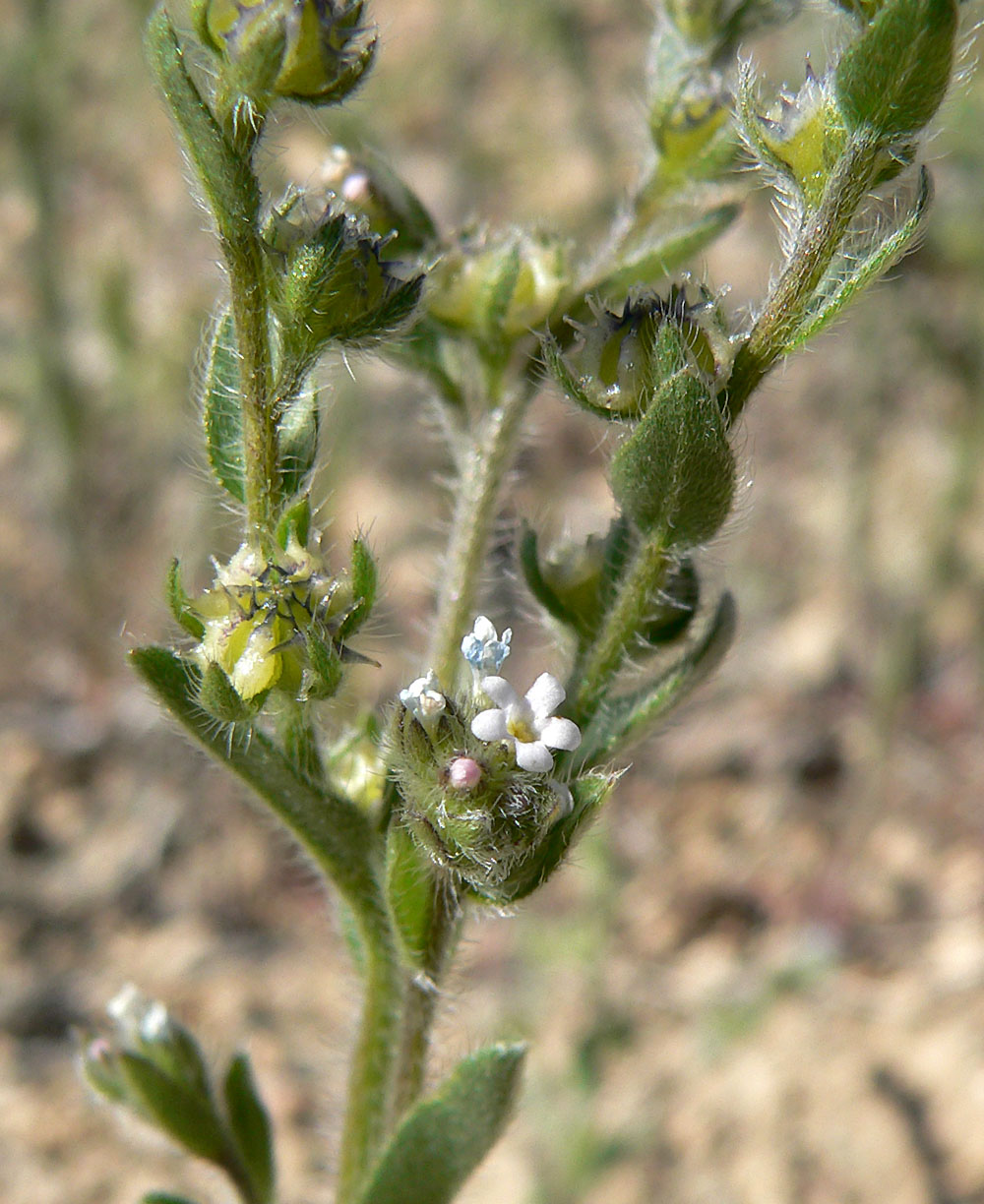
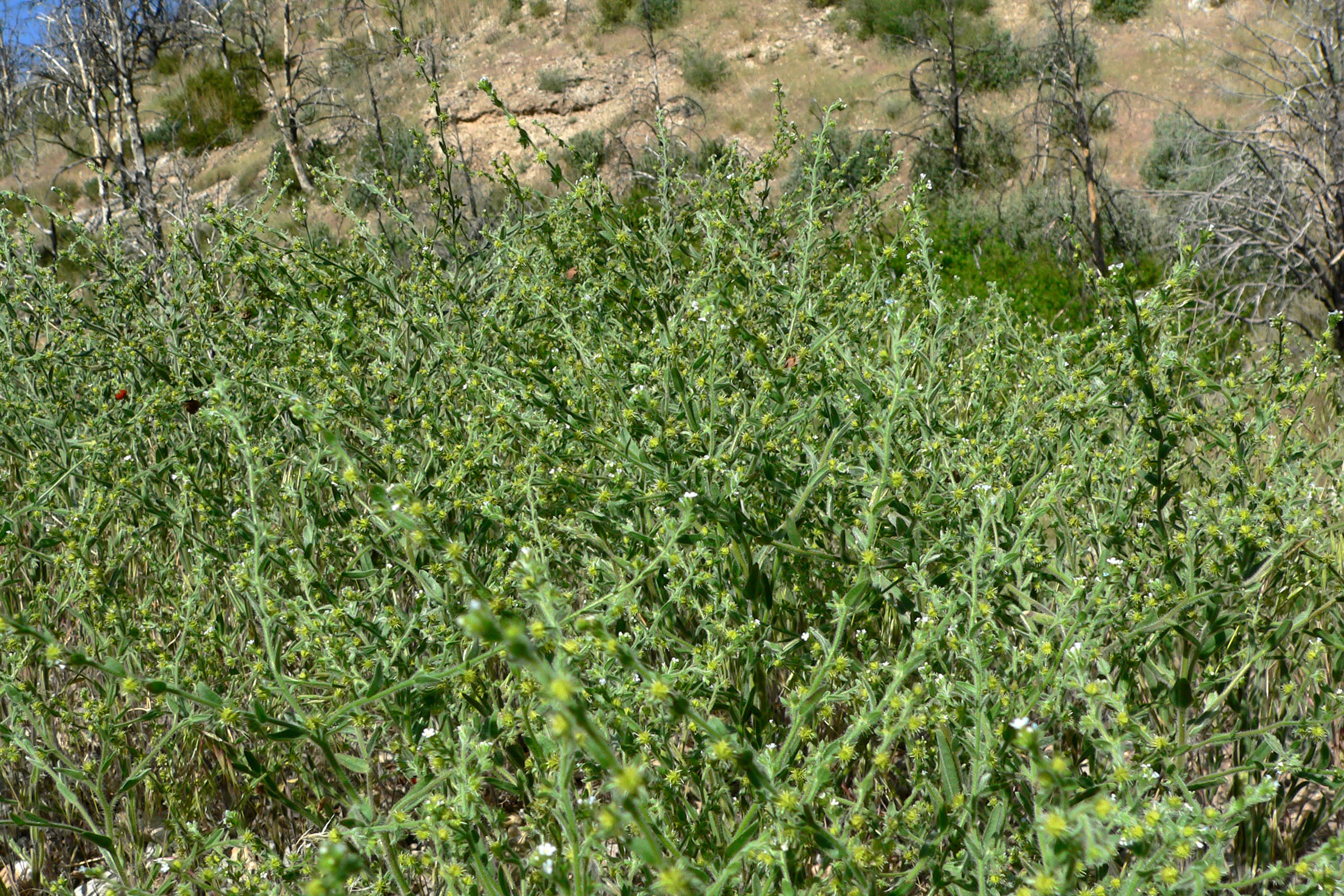